# Escuela de Música Stanković
La Escuela de Música “Stanković” de Belgrado, fue fundada en 1911, bajo el patrocinio del rey Petar I, como una institución de educación musical. Es una de las instituciones educativas más antiguas de Belgrado. Al establecerse actuó dentro de la Asociación de Músicos “Stanković“. Lleva el nombre del compositor, conductor de coro y pianista serbio, Kornelije Stanković, que fue el primero que introdujo los registros harmónicos básicos de composición originales y espirituales de Serbia.
La Escuela de Música “Stanković" es una de las instituciones que formaron la base de la cultura musical serbia. Hasta el inicio de 
La Segunda Guerra Mundial, cuando fue fundada la Academia de Música en Belgrado, esta escuela, junto con la Escuela de Música “Mokranjac“, representaba el único fuente de todo el personal músico —  de compositores, artistas musicales, musicólogos, pedagógicos — para el trabajo no solo en  Belgrado y Serbia, sino fuera del país también. Por esta escuela pasaron como alumnos, maestros o directores la mayoría de los que representaron o siguen representando la base de la cultura musical serbia, representantes de todos los tipos de obras musicales. La vida de conciertos, ópera, orquesta de cámara, filarmónica, otras escuelas de música, Academia de Música, todo esto de alguna manera surgió del trabajo y el desarrollo de la Escuela de Música “Stanković“.
Por esta escuela pasaron muchos, hoy en día reconocidos artistas musicales, y en la escuela daban clases pedagogos excelentes y expertos musicales como Meri Žeželj, pareja matrimonial  Binički, Branko Cvejić, Vojislava Vuković-Terzić, Aleksandar Živanović, Aleksandar Pandurović y otros pedagogos musicales conocidos. Esta escuela siempre se ha destacado por la calidad de alumnos y profesores, lo que demuestran numerosos premios y reconocimientos recibidos. La sede de la Escuela de Música "Stanković" está en la Calle Ulica kneza Miloša número 1а; sin embargo, en ese lugar no se pueden dar clases porque hace diez años fue demolida una parte del edificio de la Escuela con la promesa de que se iba a construir un nuevo objeto para las necesidades de la misma. Lamentablemente, la promesa aún no se ha cumplido, por lo tanto una de las más antiguas y más reconocidas escuelas de Belgrado todavía trabaja en condiciones difíciles. A pesar de eso, la Escuela sigue  dando buenos resultados, y los alumnos siguen  manteniendo la Escuela “Stanković“ en el alto rango.

## Historia
El primer director de la Escuela fue Stanislav Binički. Entonces, en la Escuela se daban clases de piano, canto solista, violín, solfeo y teoría musical. Hinko Maržinac se convirtió en el primer director en el año 1921, introduciendo nuevas materias, y Petar Krstić, como el director desde el año 1923, fundó el departamento de enseñanza. La escuela pasó por grandes cambios en 1925, cuando el nuevo director Petar Stojanović fundó el departamento de ópera y teatro, cámara de la clase, la escuela de coro, orquesta de estudiantes y cursos nocturnos para adultos. Emil Hajek, nuevo director desde el año 1929, levantó a la Escuela al nivel de conservatorio. En el período de diez años, de 1937 a 1947, Milenko Živković cambió y amplió el plan de estudios y fundó el departamento de la Escuela en Zemun, que hoy es conocido como Escuela de Música „Kosta Manojlović“. Después de la Segunda Guerra Mundial, desde el año 1947, la Escuela se convirtió en una institución estatal, y recibió la clasificación de escuela secundaria de música.

## Directores
| Director            | de   | a    |
| ------------------- | ---- | ---- |
| Stanislav Binički   | 1911 | 1921 |
| Hinko Maržinac      | 1921 | 1923 |
| Petar Krstić        | 1923 | 1925 |
| Petar Stojanović    | 1925 | 1929 |
| Emil Hajek          | 1929 | 1935 |
| Mihailo Vukdragović | 1935 | 1937 |
| Milenko Živković    | 1937 | 1947 |
| Božidar Trudić      | 1947 | 1951 |
| Vlastimir Pleštić   | 1951 | 1960 |
| Branko Cvejić       | 1960 | 1974 |
| Jovan Đorđević      | 1974 | 1979 |
| Bojan Brun          | 1979 | 1987 |
| Miodrag Sretenović  | 1987 | 2006 |
| Obrad Nedeljković   | 2006 |      |

## Arquitectura del edificio
La casa original fue levantada en los años noventa del siglo XIX como un edificio residencial de un piso, y para las necesidades de la Escuela de Música y  la compañía de canto “Stanković“en 1914. se construyeron dos más, según el proyecto del arquitecto Petar Bajalović. El edificio fue diseñado académicamente, dividido en tres partes horizontales – planta baja rústica, zona de plantas con una salida central (ventana saliente) y zona del ático. Además de eso, también se pueden notar y ciertos elementos decorativos de la secesión. Las ventanas del segundo piso son arqueadas, destacadas con archivolta. En medio de la barandilla de techo con balaustradas se encuentra la atika en forma del  modelo reducido del templo, que simbólicamente indica que el edificio es un “templo de la música“; en su parte interior está escrito “El hogar y la escuela de la compañía de canto Stanković“, y por encima en el tímpano se encuentra la inscripción con el año de la construcción del edificio, 1913.
Por encima de la entrada al edificio se encuentra el relieve „Starac sa guslama i dečak“ con las características de la secesión. En los parapetos, campos atípicos entre las ventanas del primer y segundo piso, se encuentran también retratos en relieve de los compositores Kornelije Stanković, Davorin Jenko y del director de la compañía del canto Stanković, Živojin Simić.
La parte más grande del edificio es la sala de conciertos con galería, molduras y decoración de estuco en el estilo de secesión.
Debido a los valores histórico-culturales y arquitectónico - urbanísticos, el edificio de la Escuela de Música Stanković fue declarado parte del patrimonio cultural – como un monumento cultural.